# دونالد فرديناند كيلنر
دونالد فرديناند كيلنر هو سياسي كندي، ولد في 15 سبتمبر 1879 في Ethel, Ontario ‏ في كندا، وتوفي في 1 أبريل 1935 في إدمونتون في كندا. نشط حزبياً في Progressive Party of Canada ‏. وقد انتخب عضو مجلس العموم الكندي.